# Dichiarazione di Indulgenza
Si denominano Dichiarazione di indulgenza due decreti del Parlamento inglese emanati in tempi diversi, il primo sotto Carlo II (1672) ed il secondo sotto Giacomo II (1687) tesi a stabilire nel Regno Unito la libertà di religione per tutte le chiese ed i raggruppamenti cristiani.
La "Dichiarazione di indulgenza" del 15 marzo 1672 (in inglese Royal Declaration of Indulgence) rappresentò il tentativo di Carlo II di estendere la libertà religiosa nel Regno Unito a tutti i dissenzienti puritani dalla Chiesa d'Inghilterra. Il Parlamento inglese, però, sospettando che il Re, con questo decreto, volesse in realtà favorire il Cattolicesimo, lo indusse a ritirarlo, sostituendolo con il Test Act del 1673 che, per verificare la fedeltà degli impiegati pubblici alla Corona ed alla Chiesa d'Inghilterra impose loro di accostarsi all'eucaristia anglicana.
La "Dichiarazione di indulgenza" del 4 aprile 1687 (in inglese Declaration for the Liberty of Conscience, 'Dichiarazione per la libertà di coscienza'), fu il decreto di Giacomo II inteso ad essere il primo passo per introdurre in Inghilterra la libertà di religione. Fu modificata il 27 aprile 1688 per includere un ulteriore paragrafo. Il provvedimento suscitò grande opposizione poiché non garantì che la Chiesa d'Inghilterra rimanesse Chiesa di Stato. Decadde pochi mesi dopo l'entrata in vigore, quando Giacomo II fu deposto nella cosiddetta Gloriosa Rivoluzione, in parte provocata dal processo avviato contro sette vescovi che si erano opposti alla Dichiarazione stessa.